# Raj Pur Khurd
Raj Pur Khurd es una ciudad censal situada en el distrito de Delhi sur,  en el territorio de la capital nacional,  Delhi (India). Su población es de 11161 habitantes (2011). 

## Demografía
Según el censo de 2011 la población de Raj Pur Khurd era de 11161 habitantes, de los cuales 6049 eran hombres y 5112 eran mujeres. Raj Pur Khurd tiene una tasa media de alfabetización del 90,28%, superior a la media estatal del 86,21%: la alfabetización masculina es del 95,25%, y la alfabetización femenina del 84,34%.